# Karl Wagner (Maler, 1877)
Karl-Friedrich Wagner (* 22. März 1877 in Gochsheim; † 7. April 1951 in Karlsruhe) war ein deutscher Landschaftsmaler.

## Leben

Klietz, Schönhausen (1930); Öl auf Karton

Karl Wagner stammte aus einer einfachen Familie. Seine Mutter Luise Karoline Bachmann wurde 1852 in Gochsheim geboren, sein Vater Karl Wagner in Helmlingen. Laut den Karlsruher Adressbüchern lebte die Familie spätestens seit 1879 in Karlsruhe. Der Vater wurde dabei bis 1925 unter anderem als Kassendiener, Bürodiener oder Amtsgehilfe bezeichnet.
Für Karl Wagner nennen die Adressbücher von 1902 und 1903 den Beruf „Dekorationsmaler“, danach bis 1907 „Maler“, ab 1908 „Kunstmaler“.
Wagner war der Vater der Ziseleurin und Zeichnerin Anna Luise „Anni“ Meerwarth (* 21. November 1901 in Karlsruhe; † 19. Mai 1980 ebenda). Die Familie wohnte von 1914 bis 1944 im selben Haus wie die Maler Hellmut Eichrodt (im Haus von 1913 bis 1930), Otto Eichrodt (im Haus von 1913 bis 1944) und Toni Merz (im Haus von 1921 bis 1926).
Karl-Friedrich Wagner war bereits seit 1929 Mitglied der NSDAP.

## Künstlerisches Schaffen
Von Wagner sind vor allem Landschaftsdarstellungen bekannt. Als Mitglied im Verein Bildender Künstler zu Karlsruhe (VBK) steuerte er 1924 für die Festschrift zum 50-jährigen Vereinsjubiläum die Zeichnung einer Alpen-Landschaft mit Bergbauernhof bei. 1923 stellte er das Gemälde Abend am Fluchthorn auf der „Großen Deutschen Kunstausstellung für Freie und Angewandte Kunst“ in Karlsruhe aus. Im Auftrag des badischen Kultusministeriums malte er 1934 drei Bilder des Hohenstoffeln, von denen sich eines in der Städtischen Galerie Karlsruhe befindet. 
Aufgrund der Vielzahl an Malern des Namens „Karl Wagner“ ist die Zuschreibung von Werken an ihn nicht einfach. Guckenbiehl listet verschiedene Bilder auf und vergleicht deren Signaturen. Bei anderen Bildern geben Aufkleber mit der Atelieradresse auf der Rückseite Hinweise. Karl Wagners Ateliers befanden sich laut den Karlsruher Adressbüchern zunächst in der Akademiestraße 39, ab Adressbuch 1916 dann in der Hirschstraße 115 und ab Adressbuch 1920 bis zur Kriegszerstörung schließlich im Ateliergebäude 1 der Badischen Landeskunstschule in der Westendstraße 65.

## Belege
1. ↑   Stadtarchiv Karlsruhe. 3/B A.III: Standesbücher: Sterbebücher - Erstschriften. Jahrgang 1951, Nr. 803C (9. April 1951).
2. ↑   Rudolf Herzer und Heinrich Käser. Sippenbuch der Stadt Gochsheim. Deutsche Ortssippenbücher, Bd. 39. Grafenhausen bei Lahr (Baden): Köbele. 1968. S. 147, Nr. 98 und 100.
3. ↑   Geburtsurkunde der Schwester Anna Karoline (* 1886). In: Badisches Kultusministerium, Oberschulamt Karlsruhe. Lehrerpersonalakte Anna Wagner. 1914-43. Landesarchiv Baden-Württemberg - Generallandesarchiv Karlsruhe, Signatur "235-1 Nr. 9347".
4. ↑   Karlsruhes historische Adressbücher online
5. ↑   Thomas Guckenbiehl. Südendstraße 34 (vormals 62) - Ein Haus und seine Bewohner vor 1945. Karlsruhe: Selbstverlag. 2021
6. ↑   Karl Wagner. Brief an die Badische Landeshauptkasse vom 15. Februar 1940. In: Badisches Kultusministerium. Reichsmitteldarlehen für den Kunstmaler Karl Wagner in Karlsruhe. 1928–1940. Landesarchiv Baden-Württemberg - Generallandesarchiv Karlsruhe, Bestellsignatur "235 Nr. 7138"
7. ↑   Verein Bildender Künstler Karlsruhe. Zum 50jährigen Bestehen des Vereins bildender Künstler. Karlsruhe: Kunstdruckerei Künstlerbund. 1924. Druck Nr. 34.
8. ↑   Große Deutsche Kunstausstellung für Freie und Angewandte Kunst, Karlsruhe 1923 - Amtlicher Führer. Karlsruhe: Faaß. 1923. S. 26.
9. ↑   Brief des Kultusministeriums an die Landeshauptkasse vom 30. Juni 1934. In: Badisches Kultusministerium. Reichsmitteldarlehen für den Kunstmaler Karl Wagner in Karlsruhe. 1928-1940. Landesarchiv Baden-Württemberg - Generallandesarchiv Karlsruhe, Bestellsignatur "235 Nr. 7138"

| Personendaten    | Personendaten          |
| ---------------- | ---------------------- |
| NAME             | Wagner, Karl           |
| ALTERNATIVNAMEN  | Wagner, Karl-Friedrich |
| KURZBESCHREIBUNG | deutscher Maler        |
| GEBURTSDATUM     | 22. März 1877          |
| GEBURTSORT       | Gochsheim              |
| STERBEDATUM      | 7. April 1951          |
| STERBEORT        | Karlsruhe              |